# G-Funk Classics, Vol. 1 & 2
G-Funk Classics, Vol. 1 & 2 is het debuutalbum van Nate Dogg.
Het album zou oorspronkelijk worden uitgebracht door Death Row Records in 1996 maar dat werd door juridische problemen vertraagd. Het album verscheen uiteindelijk twee jaar later, op 21 juli 1998. Rond die tijd was westcoasthiphop, een genre dat sterk aanwezig is op het album, alweer aan populariteit aan het verliezen. Het album haalde derhalve slechts de 58e plaats in de Billboard 200.

## Tracklist

### Cd 1: Ghetto Preacher
| Nr. | Titel                                                                   | Duur |
| --- | ----------------------------------------------------------------------- | ---- |
| 1.  | Hardest Man In Town                                                     | 4:07 |
| 2.  | Intro To G-Funk (Comm. 1)                                               | 2:13 |
| 3.  | G-Funk (featuring Isaac Reese & Nancy Fletcher)                         | 4:44 |
| 4.  | First We Pray (featuring Kurupt & Isaac Reese)                          | 4:07 |
| 5.  | My World (featuring Nancy Fletcher)                                     | 4:21 |
| 6.  | Crazy, Dangerous (featuring Six Feet Deep & Nancy Fletcher)             | 2:33 |
| 7.  | These Days (featuring Daz Dillinger & Fuskee)                           | 5:00 |
| 8.  | Bag O'Weed (featuring Tray Dee & Fuskee)                                | 4:34 |
| 9.  | Dirty Hoe's Draws (featuring Big Chuck, L.T. Hutton, Salim & Val Young) | 5:50 |
| 10. | Scared Of Love (featuring Butch Cassidy)                                | 5:27 |
| 11. | Me & My Homies (featuring 2Pac & Nancy Fletcher)                        | 4:09 |
| 12. | Because I Got A Girl                                                    | 3:49 |
| 13. | My Money (featuring The Lady of Rage & Nancy Fletcher)                  | 4:51 |
| 14. | Never Leave Me Alone (featuring Snoop Dogg & Val Young)                 | 5:56 |
| 15. | Last Prayer (Comm. 2)                                                   | 2:09 |
| 16. | Where Are You Going? (featuring Pamela Hale)                            | 5:59 |

### Cd 2: The Prodigal Son
| Nr. | Titel                                                           | Duur |
| --- | --------------------------------------------------------------- | ---- |
| 1.  | Dedication                                                      | 0:07 |
| 2.  | Who's Playin' Games                                             | 2:48 |
| 3.  | I Don't Wanna Hurt No More (featuring Danny "Butch" Means)      | 5:39 |
| 4.  | Just Another Day (featuring Butch Cassidy & Val Young)          | 4:16 |
| 5.  | She's Strange (featuring Barbara Wilson)                        | 4:31 |
| 6.  | Almost In Love (featuring Isaac Reese)                          | 4:14 |
| 7.  | No Matter Where I Go (featuring Barbara Wilson)                 | 4:40 |
| 8.  | Stone Cold                                                      | 4:56 |
| 9.  | Friends (featuring Snoop Dogg & Warren G)                       | 4:58 |
| 10. | Puppy Love (featuring Daz Dillinger, Kurupt & Snoop Dogg)       | 4:27 |
| 11. | It's Goin' Down Tonight (featuring Butch Cassidy & Isaac Reese) | 4:26 |
| 12. | Nobody Does It Better (featuring Warren G)                      | 4:29 |
| 13. | Sexy Girl (featuring Big Syke)                                  | 4:05 |
| 14. | Dogg Pound Gangstaville (featuring Kurupt & Snoop Dogg)         | 3:48 |
| 15. | Never Too Late (featuring Barbara Wilson)                       | 6:11 |